# Naissance en 1434
Naissance
- 1430
- 1431
- 1432
- 1433
- 1434
- 1435
- 1436
- 1437
- 1438

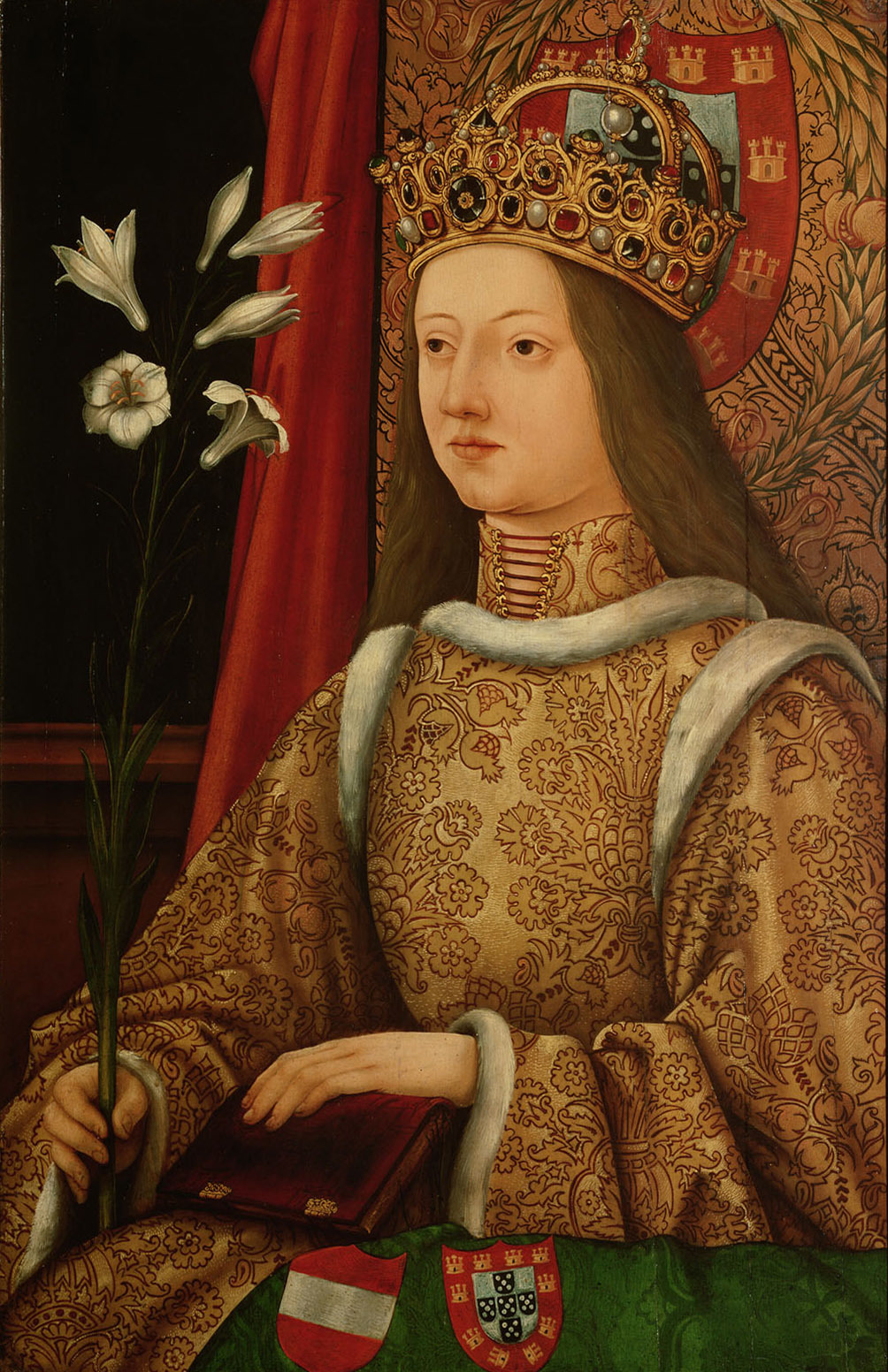
Aliénor de Portugal, née en 1434.

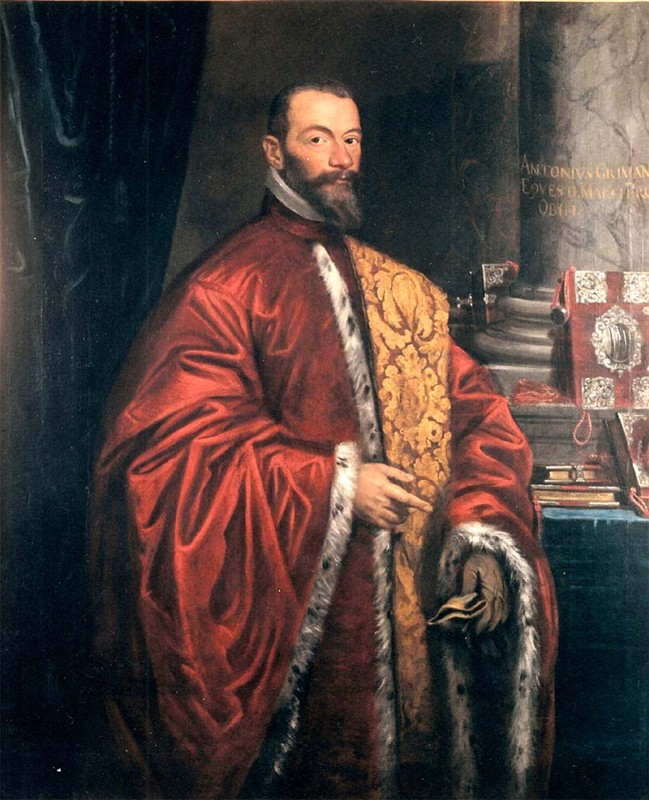
Antonio Grimani, né en 1434.

Cette page dresse une liste de personnalités nées au cours de l'année 1434  :
- 7 janvier : Adolphe de Bavière, duc de Bavière-Munich.
- 19 mars : Ashikaga Yoshikatsu, septième des shoguns Ashikaga de la période Muromachi de l'histoire du Japon.
- 13 juin : Cristoforo della Rovere, cardinal italien.
- 29 août : Janus Pannonius, humaniste hungaro-croate, poète, diplomate et évêque de Pécs.
- 23 septembre : Yolande de France, ou Yolande de Valois, duchesse de Savoie, puis régente du duché pour son fils Philibert.
- 28 décembre : Antonio Grimani, 76e doge de Venise, de 1521 à 1523.

- Eustochia Smeralda Calafato, religieuse italienne considérée comme une sainte par l'Église catholique.
- Emery d'Amboise, Quarante-et-unième grand maître de l'ordre de Saint-Jean de Jérusalem.
- Marie d'Egmont ou de Gueldre, reine consort et régente d'Écosse.
- Jean II de Bade, prince badois, margrave (titulaire), archevêque et prince-électeur de Trèves.
- Aliénor de Portugal, impératrice du Saint-Empire, reine de Germanie et archiduchesse consort d'Autriche.
- Ardicino della Porta, cardinal italien.
- Girolamo Basso della Rovere, cardinal italien de l'Église catholique.
- Michael Wolgemut, peintre, dessinateur et graveur sur bois allemand (30 novembre 1519).

date incertaine (vers 1434)
- Antoinette de Maignelais, vicomtesse de la Guerche est une noble française, maîtresse du roi de France Charles VII, puis du duc de Bretagne François II.
- Adrian I von Bubenberg, membre d'une noble famille de la région de Berne, en Suisse, héros de la bataille de Morat.
- Kanō Masanobu, peintre en chef du shogunat Ashikaga et est généralement considéré comme le fondateur de l'école Kanō.

## Crédit d'auteurs
- Cet article est partiellement ou en totalité issu de l'article intitulé « 1434 » (voir la liste des auteurs).